# Synagogue vieille-nouvelle
La Synagogue vieille-nouvelle du quartier juif de Josefov à Prague (aussi connue sous les noms de Alt-neu Shul en yiddish, Altneuschule, Altneusynagoge en allemand ou Staronová synagoga en tchèque) est la plus ancienne synagogue d'Europe toujours en activité. La plus ancienne d'Europe est la synagogue d'Erfurt car sa construction remonte à 1094, mais elle n'est plus en activité et est actuellement un musée.

## Histoire
Cet exemple d'architecture gothique religieuse, l'un des tout  premiers de Prague, est achevé en 1270. On le désigne tout d'abord sous le nom de Neu Shul (« Nouvelle Synagogue » en yiddish, Shul (école) désigne la synagogue puisqu'on y enseigne aussi). Quand, à la suite de l'extension de la communauté juive de Prague, d'autres synagogues sont successivement construites, elle devient connue comme la Synagogue vieille-nouvelle. Une synagogue plus ancienne, connue comme l’Alt Shul est démolie en 1867 et est remplacée par la Synagogue espagnole.

## Intérieur

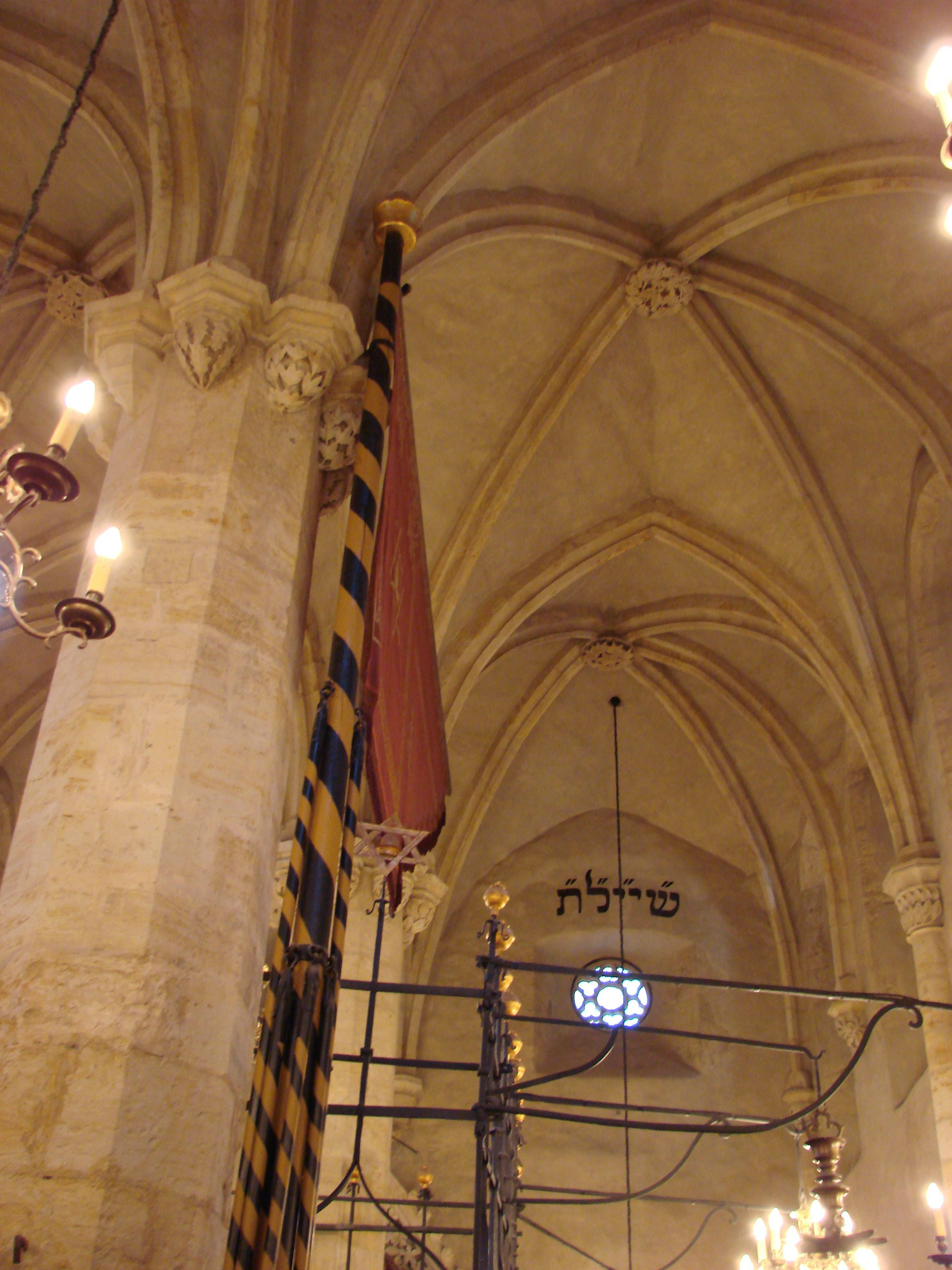
Intérieur de la synagogue. Observer les cinq voûtains : quatre d'entre eux rappellent la croix chrétienne.

Neuf marches vont de la rue au vestibule quasi-souterrain : pour faire face aux inondations fréquentes de la Vltava, le niveau de la chaussée a été surélevé dans toute la Vieille Ville. Il s'agissait également de construire un édifice assez élevé sans dépasser le clocher de l'église comme le voulait la loi architecturale alors en vigueur à Prague. La nef rectangulaire est séparée par six croisées d'ogives soutenues par deux colonnes centrales posées dans un alignement est-ouest. Les six baies latérales sont chacune percées de deux étroites fenêtres qui symbolisent ainsi les douze tribus d'Israël. L'étroitesse des fenêtres est responsable de la réputation de l'Alt-Neu Shul d'être sombre. Le bimah (pupitre de lecture de la Torah) est situé entre les deux colonnes. L'Arche sainte est traditionnellement placée au centre du mur est.
La synagogue est construite selon la coutume du judaïsme orthodoxe avec des espaces séparés pour les hommes et pour les femmes durant les prières. Les femmes sont dans une pièce attenante qui dispose de petites fenêtres pour pouvoir suivre les cérémonies dans le sanctuaire principal. L'espace dédié aux femmes est un espace rajouté, qui n'existait pas lors de la construction de la synagogue. Le toit, le gable et les murs de soutien datent du Moyen Âge.
Inhabituel dans une synagogue, le drapeau, sur le pilier ouest, portant une étoile de David et le texte Chema Israël est un privilège accordé par Ferdinand II du Saint-Empire en reconnaissance des services rendus par la communauté juive de Prague durant le siège de la ville par les troupes protestantes suédoises durant la guerre de Trente Ans. Le drapeau actuel est une réplique de celui offert par Charles VI du Saint-Empire.

## Légendes autour de la synagogue

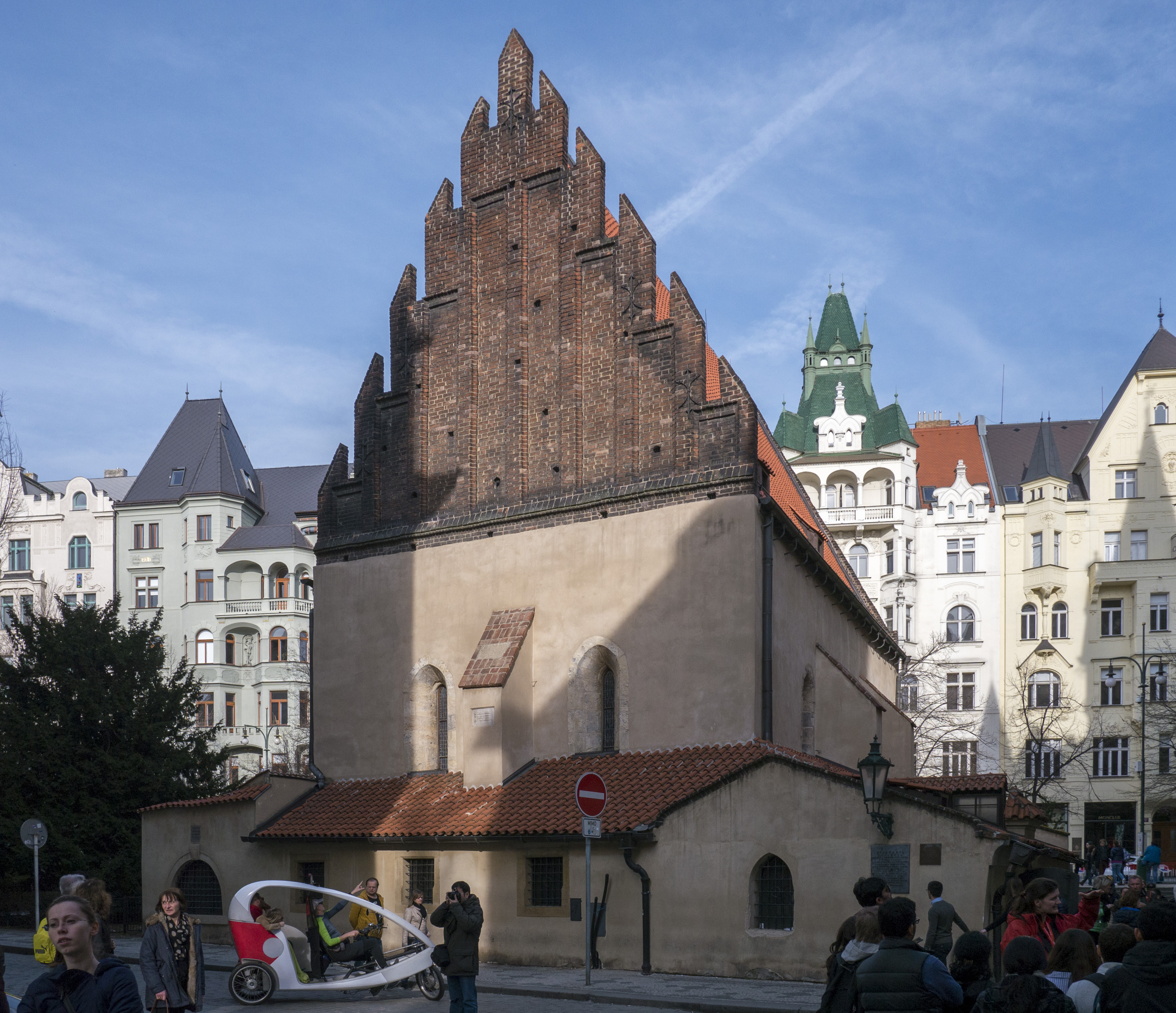
Synagogue Altneu, Prague.

Une légende juive pragoise propose une étymologie différente au nom de la synagogue, Al Tnaï (« à condition de »), selon laquelle la construction d'une synagogue de pierres (lesquelles proviendraient du Temple de Jérusalem et auraient été apportées par des anges depuis Jérusalem à la mort de Nahmanide) ne put se faire qu'à la condition d'ajouter une cinquième nervure au plafond de sorte que, bien que construite par des Gentils, elle ne le serait pas selon un plan en croix.
Selon une autre légende, le corps du Golem, créature du rabbin Juda Loew ben Bezalel, repose dans les combles de la synagogue, à l'endroit de la genizah (« cimetière » de manuscrits hébreux comportant l'un des sept noms de Dieu qu'il est interdit d'effacer). Les guides touristiques insistent sur le caractère légendaire et dépourvu de sérieux de cette allégation. Toujours est-il que cet espace n'est pas ouvert au public. En effet, il est visible uniquement de l'extérieur de la synagogue, lorsque l'on se trouve à l'intérieur on observe l'absence d'escaliers. Une volonté du Rabbin Loew.

## Theodor Herzl et la synagogue
C'est cette synagogue qui, selon le témoignage de Theodor Herzl, est à l'origine du titre de son roman de politique-fiction intitulé Altneuland (« Pays ancien, Pays nouveau »), écrit en 1902, dans lequel il imagine la Palestine en 1923, prospère et pacifique, mise en valeur et complètement transformée par les émigrants juifs.
Le 30 août 1989, Theodor Herzl écrit: « Aujourd’hui, au milieu des cahots de l’autobus, allant à Währing, le titre de mon roman sur Sion m’est venu : Alt-Neuland. Évoque le nom de l’Altneuschul de Prague. Ce titre deviendra célèbre. » Littéralement, on peut traduire ce titre par « Vieille nouvelle terre ».

## Illustrations

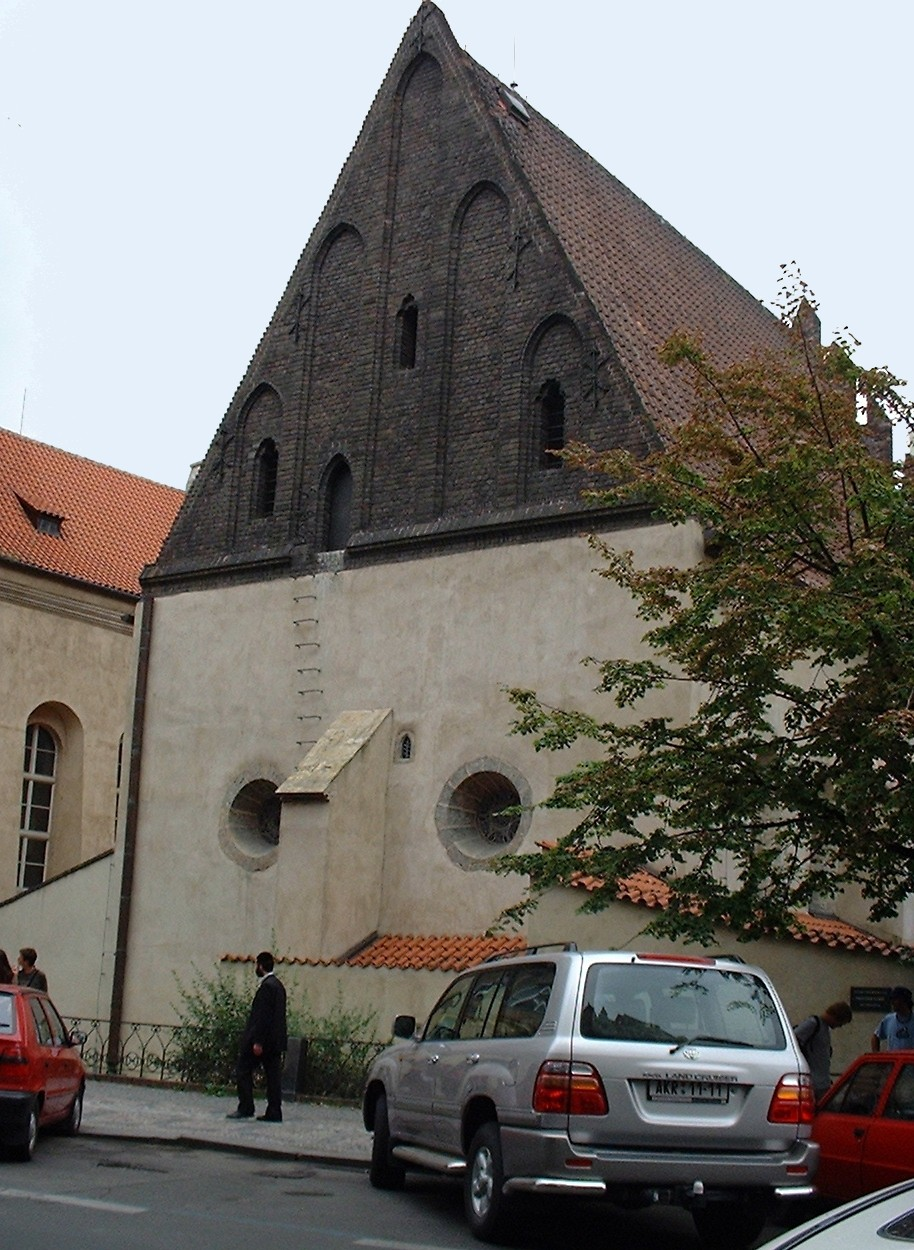
Façade est
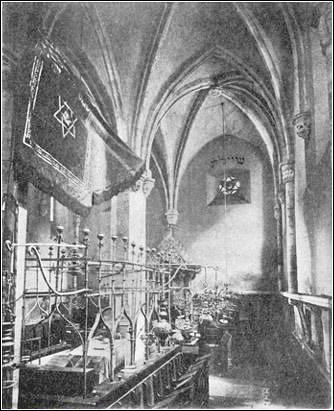
Intérieur et drapeau de la communauté juive de Prague